# 弗讷
弗讷（法語：Feneu，法語發音：[fənø] ⓘ）是法国曼恩-卢瓦尔省的一个市镇，位于该省中北部，属于昂热区。

## 地理
弗讷（47°34'16"N, 0°35'34"W）面积25.52 平方千米，位于法国卢瓦尔河地区大区曼恩-卢瓦尔省，该省份为法国西部内陆省份，大致对应安茹地区，北起顺时针与马耶讷省、萨尔特省、安德尔-卢瓦尔省、维埃纳省、德塞夫勒省、旺代省、大西洋卢瓦尔省和伊勒-维莱讷省接壤。
与弗讷接壤的市镇（或旧市镇、城区）包括：蒙特勒伊-瑞涅、康特奈-埃皮纳尔、埃屈耶、安茹地区隆格内、索当茹、苏莱尔和布尔。

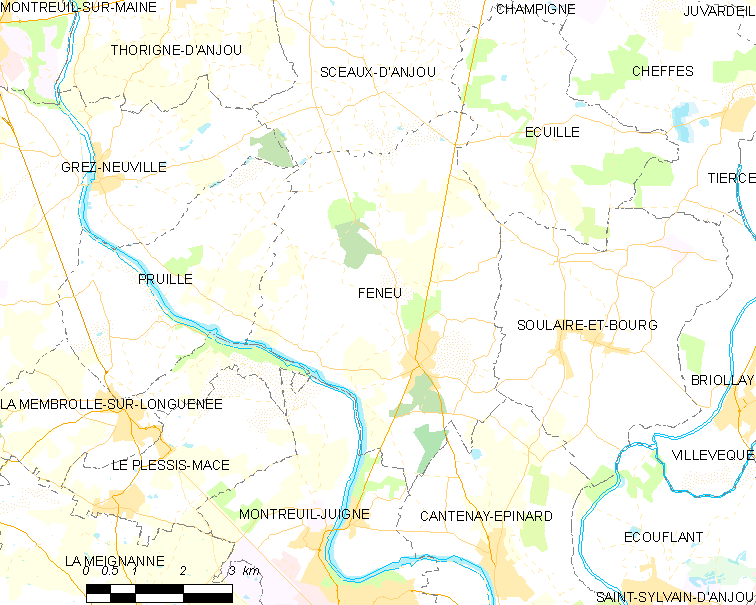
弗讷的OSM定位图

弗讷的时区为UTC+01:00、UTC+02:00（夏令时）。

## 行政
弗讷的邮政编码为49460，INSEE市镇编码为49135。

## 政治
弗讷所属的省级选区为昂热第五县。

## 人口

1962-2008年间弗讷人口变化图示

弗讷于2022年1月1日时的人口数量为2216人。